# Kent megye (Michigan)
Kent megye az Amerikai Egyesült Államokban, azon belül Michigan államban található. Megyeszékhelye és legnagyobb városa Grand Rapids. Lakosainak száma 657 974 fő (2020. április 1.). Kent megye Newaygo, Montcalm, Muskegon, Ionia, Ottawa, Allegan és Barry megyékkel határos.

## Népesség
A megye népességének változása:
| Lakosok száma | 602 799 | 607 707 | 614 079 | 621 700 | 636 369 | 657 974 |
|               | 2010    | 2011    | 2012    | 2013    | 2015    | 2020    |